# Hungry for Heaven
A Hungry for Heaven az amerikai Dio heavy metal zenekar hetedik kislemeze. A kislemeznek rengeteg változata létezik. Az eredeti brit kiadás B-oldalán a King of Rock and Roll vagy a Like the Beat of a Heart koncertfelvétele szerepelt. A nemzetközi kiadás tartalmazta a Holy Diver és a Rainbow in the Dark koncertfelvételeit. Az ausztrál kiadásra pedig a The Last in Line került fel.
A dal a Billboard listáján a 30. helyet szerezte meg. A dal az 1985-ös Vision Quest című filmben is feltűnt.